# غوران فيشنيتش
غوران فيشنيتش (ولد في 9 سبتمبر 1972) ممثل كرواتي أمريكي ظهر في عدة أفلام ومسلسلات تلفزيونية أمريكية وبريطانية, عرف في الولايات المتحدة عن دور دكتور لوكا كوفاتش على المسلسل التلفزيوني إي آر

## روابط خارجية
- غوران فيشنيتش على موقع IMDb (الإنجليزية)
- غوران فيشنيتش على موقع روتن توميتوز (الإنجليزية)
- غوران فيشنيتش على موقع ألو سيني (الفرنسية)
- غوران فيشنيتش على موقع أول موفي (الإنجليزية)
- غوران فيشنيتش على موقع بوكس أوفيس موجو (الإنجليزية)
- غوران فيشنيتش على موقع قاعدة بيانات الأفلام السويدية (السويدية)
- غوران فيشنيتش على موقع إن إن دي بي (الإنجليزية)
- غوران فيشنيتش على موقع ديسكوغز (الإنجليزية)
- غوران فيشنيتش على موقع قاعدة بيانات الفيلم (الإنجليزية)
- غوران فيشنيتش على موقع كينوبويسك (الروسية)
- Goran Višnjić at ويكي الاقتباس
- قالب:Mojo name
- Goran Visnjic at تي في دوت كوم
- Goran Visnjic at Tribute.ca